# バルティック・タイムズ
『バルティック・タイムズ』（英語: The Baltic Times）は、エストニア、ラトビア、リトアニアのニュースやビジネス、文化をカバーする英字新聞。
1996年、『バルティック・インディペンデント』と『バルティック・オブザーヴァー』が合併して創刊。1996年から2012年までは週刊で、2013年から隔週刊となり、現在は月刊となっている。